# Warbah
Warbah (arap. جزيرة وربة) je otok smješten na sjeveroistoku Kuvajta, neposredno uz granicu s Irakom. Otok je fug oko 15 km, a širok 5 km, s površinom od 37 km². Otok nije naseljen, osim pogranične postaje M-1 koju djelomično financira UN. Sjeverno od otoka je iračko kopno, udaljeno 1 km, a južno je 1.5-km širok kanal Kor Abdulah koji ovaj otok dijeli od susjednog Bubiyana

## Povijest
Otoci Bubiyan i Warbah predmetom su dugogodišnjih graničnih sporova između Kuvajta i Iraka.
U studenom 1994., Irak je formalno prihvatio demarkaciju granice koju je odredio UN u rezolucijama Vijeća sigurnosti 687 (1991.), 773 (1993.) i 833 (1993.), čime se i formalno odrekao posezanja za ovim otokom.
U prosincu 2002, prije invazije Iraka, irački je brod otvorio vatru na 2 kuvajtska ophodna broda, zbog čega su se on sudarili. Jedan američki službenik i 2 kuvajtska pripadnika obalne straže su ozlijeđeni u napadu.

## Vanjske poveznice
|  | Zajednički poslužitelj ima još gradiva o temi Warbah |